# Limnophora rotundata
Limnophora rotundata este o specie de muște din genul Limnophora, familia Muscidae. A fost descrisă pentru prima dată de Collin în anul 1930. Conform Catalogue of Life specia Limnophora rotundata nu are subspecii cunoscute.